# Metaphoxus frequens
Metaphoxus frequens är en kräftdjursart som beskrevs av J. L. Barnard 1960. Metaphoxus frequens ingår i släktet Metaphoxus och familjen Phoxocephalidae. Inga underarter finns listade i Catalogue of Life.